# 日新道路工業
株式会社日新道路工業（にっしんどうろこうぎょう）は、宮城県仙台市太白区に本社を置く企業。

## 沿革
- 1978年6月6日 - 会社設立

## 事業所
本社営業部
- 宮城県仙台市太白区四郎丸昭和裏47

埼玉営業所
- 埼玉県さいたま市岩槻区末田新田40-1

千葉営業所
- 千葉県千葉市緑区あすみが丘8-28-4

神奈川営業所
- 神奈川県海老名市今里182

## 学校
- 建設業職業能力開発学院